# Kathrin Castiglione
Kathrin Castiglione (* 13. Mai 1982 in Offenburg als Kathrin Hölsch) ist eine deutsche Professorin. Sie leitet den Lehrstuhl für Bioverfahrenstechnik (BVT), Department Chemie- und Bioingenieurwesen (CBI) an der FAU Erlangen-Nürnberg.

## Leben und Wirken
Kathrin Castiglione studierte Molekulare Biotechnologie an der TU München. Im Jahr 2009 wurde sie am Lehrstuhl für Bioverfahrenstechnik der TU München zum Thema „Asymmetrische Synthesen mit neuen Oxidoreduktasen aus Cyanobakterien“ promoviert. Im Anschluss forschte sie als Stipendiatin der Japan Society for the Promotion of Science (JSPS) am Biotechnology Research Center im Laboratory of Enzyme Chemistry (Yasuhisa Asano) der Präfekturuniversität Toyama in Japan.
Ende 2010 kehrte sie nach München zurück und übernahm die Leitung der Biokatalyse-Gruppe am Lehrstuhl für Bioverfahrenstechnik. Seit Ende 2012 leitete sie als TUM Junior Fellow zusätzlich eine unabhängige Nachwuchsgruppe zum Thema „Synthetische Reaktionskompartimente für Multienzymsynthesen“, die vom Bundesministerium für Bildung und Forschung gefördert wurde.
Im Jahr 2018 folgte sie einem Ruf auf den Lehrstuhl für Bioverfahrenstechnik an der FAU Erlangen. Sie habilitierte sich 2019 im Fachgebiet Technische Biokatalyse an der Fakultät für Maschinenwesen der TU  München. Der Forschungsschwerpunkt ihrer Arbeit liegt im Bereich der Industriellen Biotechnologie, die im deutschen Sprachraum häufig auch als Weiße Biotechnologie bezeichnet wird. Hierbei werden Mikroorganismen oder Enzyme als Biokatalysatoren für die Produktion von (Fein-)Chemikalien, Agrar- und Pharmavorprodukten, Lebens- und Futtermitteln, Energieträgern und innovativen Materialien verwendet.

## Auszeichnungen und Stipendien
- Mitglied der Deutschen Akademie der Technikwissenschaften (2024)[4]
- Preis für gute Lehre 2022, verliehen vom Bayerischen Wissenschaftsministerium[5]
- Publikumspreis 2021 für exzellente Lehre, verliehen durch die Fachschaftsinitiative Chemie- und Bioingenieurwesen der FAU Erlangen-Nürnberg[6]
- Lehrpreis 2020 der Technischen Fakultät der FAU Erlangen-Nürnberg
- Mitglied des „Zukunftsforums Biotechnologie“ (DECHEMA e.V.) 2015–2018
- TUM Junior Fellow von 2014 bis 2018
- JSPS Postdoctoral Fellowship 2010 (Short Term), Japan Society for the Promotion of Science
- Nominierung für den Bertha-Benz-Preis (2010)
- Stipendium des Vereins Deutscher Ingenieure für die Teilnahme am 59. Lindauer Nobelpreisträgertreffen 2009
- Stipendium des Karrierenetzwerks e-fellows.net[7], 2004–2010
- Stipendium des Karoline-Steinhart-Fonds, 2003
- Stipendium der Prof. Dr. Wilhelm Wittmann’schen Stipendienstiftung, 2002–2006

## Veröffentlichungen
- Publikationsliste auf researchgate: https://www.researchgate.net/profile/Kathrin-Castiglione
- Dissertation Asymmetrische Synthesen mit neuen Oxidoreduktasen aus Cyanobakterien, (PDF; 52 MB)
- Habilitation zum Thema Technische Biokatalyse, (PDF; 1,7 MB)